# Johanna Skibsrud
Johanna Skibsrud, född 1980, är en kanadensisk författare.
Skibsrud debuterade 2008 med lyriksamlingen Late Nights With Wild Cowboys.

## Biografi
Skibsrud tog sin master i engelska och kreativt skrivande vid Concordia University, och sin PhD i Engelsk litteratur vid Université de Montréal, där hon nu bor. När genombrottet kom var det med The Sentamentalists, vars första upplaga var 800 handtryckta exemplar, publicerade av förlaget Gaspereau Press, vars filosofi är återupprätta betydelsen av boken som ett fysiskt objekt genom att boktryckar- och bokbinderihantverket . Följden blev att boken blev omöjlig att få tag på i samband med att Skipsrud tilldelades det prestigefyllda Scotiabank Giller Prize, i synnerhet som publicisten, Andrew Steewes, stod fast vid förlagets principer och tackade nej till ett kommersiellt förlags erbjudande om att trycka en  andra upplaga.

## Priser och utmärkelser
- 2010 Scotiabank Giller Prize